# Olivier Charlier
Pour les articles homonymes, voir Charlier.
Olivier Charlier, né le 17 février 1961 à Albert (Somme), est un violoniste français.

## Biographie
Admis à l’âge de 10 ans au Conservatoire national supérieur de musique et de danse de Paris Olivier Charlier obtient, quatre ans plus tard, un premier prix de violon dans la classe de Jean Fournier, et décide alors de se perfectionner dans la classe de Pierre Doukan en violon et dans celle de Jean Hubeau en musique de chambre. C’est pendant cette période au CNSM qu’il fait la rencontre de Nadia Boulanger, qui, intéressée par ses dons précoces, le présentera à Yehudi Menuhin ainsi qu’à Henryk Szeryng. Ce dernier lui offrira en 1976 une bourse d’étude.
Il remporte de nombreux concours internationaux : Munich à 17 ans, Montréal à 18 ans, le concours Sibelius d’Helsinki à 19 ans, les deux grands concours français Long-Thibaud (2e grand prix) et Georges Enesco de la SACEM à 20 ans, Indianapolis (4e prix) à 21 ans, sans oublier bien sûr le Young Concert Artists International Audition remporté à New York en 1989 alors âgé de 28 ans.
Olivier Charlier est ainsi propulsé sur les plus grandes scènes musicales du monde entier, accompagné par des orchestres français et étrangers (Orchestre national de France, Orchestre de Paris, Orchestre de la Tonhalle de Zurich, Orchestre de la Résidence de La Haye, Orchestre philharmonique de Londres, Orchestre philharmonique de la BBC, Hallé Orchestra, Orchestre symphonique de Berlin, Orchestres des Radios de Hambourg et de Sarrebruck, Orchestre de chambre de Wurtemberg, Orchestre philharmonique de Monte-Carlo, Philharmonie de Prague, Philharmonie de Zagreb, Orchestre symphonique de Montréal, Yomiuri Nippon Symphony Orchestra, Orchestre symphonique de Sydney).
Ses concerts, le transportent des Amériques (États-Unis, Canada, Mexique) jusqu’en Asie (Japon, Thaïlande, Malaisie), en passant par l’Afrique (Afrique du Sud), tout en s’attardant tout particulièrement en Europe (France, Angleterre, Allemagne, Pays-Bas, Suisse, Italie, …).
Depuis 1981, Olivier Charlier enseigne aux jeunes élèves du CNSM de Paris. Il y a débuté comme assistant de la classe de violon de Pierre Doukan ainsi qu’assistant de la classe de musique de chambre de Jean Hubeau, et fut nommé professeur de violon en 1992. Il est assisté par Johanna Matkowska.
Il joue sur un violon de Carlo Bergonzi de 1747.

## Discographie
Ludwig van Beethoven
- Sonate n°7 en do mineur pour violon et piano, avec Brigitte Engerer - 1996
- Sonate n°8 en sol majeur pour violon et piano, avec Brigitte Engerer - 1996
- Sonate n°9 en la majeur "à Kreutzer" pour violon et piano, avec Brigitte Engerer - 1996

Lili Boulanger
- D'un matin de printemps pour violon et piano, avec Émile Naoumoff - 1993
- Nocturne pour violon et piano, avec Émile Naoumoff - 1993
- Cortège pour violon et piano, avec Émile Naoumoff - 1993

Ernest Chausson
- Poème pour violon et orchestre, avec l'Orchestre Symphonique Français dirigé par Laurent Petitgirard - 1991

Henri Dutilleux
- Concerto l'Arbre des Songes pour violon et orchestre
  - avec l'Orchestre Philharmonique de la BBC dirigé par Yan Pascal Tortelier - 1996
  - avec l'Orchestre National de Bordeaux dirigé par Hans Graf - 2005

Gabriel Fauré
- Berceuse pour violon et orchestre, avec l'Orchestre Symphonique Français dirigé par Laurent Petitgirard - 1991

César Franck
- Sonate en la majeur pour violon et piano, avec Jean Hubeau - 1990

Roberto Gerhard
- Concerto pour violon et orchestre, avec l'Orchestre Symphonique de la BBC dirigé par Matthias Bamert - 1998[2]

Edward Gregson
- Concerto pour violon et orchestre, avec l'Orchestre Philharmonique de la BBC dirigé par Martyn Brabbins - 2003

Edvard Grieg
- Sonate n°1 en fa majeur pour violon et piano, avec Brigitte Engerer - 2002
- Sonate n°2 en sol majeur pour violon et piano, avec Brigitte Engerer - 2002
- Sonate n°3 en ut mineur pour violon et piano, avec Brigitte Engerer - 2002

Édouard Lalo
- Concerto en fa majeur pour violon et orchestre, avec l'Orchestre Philharmonique de la BBC dirigé par Yan Pascal Tortelier - 1999[3]
- Concerto russe pour violon et orchestre, avec l'Orchestre Philharmonique de la BBC dirigé par Yan Pascal Tortelier - 1999[3]

Jules Massenet
- Méditation de Thaïs (extraite de l'opéra Thaïs) pour violon et orchestre, avec l'Orchestre Symphonique Français dirigé par Laurent Petitgirard - 1991

John Blackwood McEwen
- Rhapsodie Prince Charlie pour violon et piano, avec Geoffrey Tozer - 2001
- Sonate n°2 en fa mineur pour violon et piano, avec Geoffrey Tozer - 2001
- Sonate n°5 en mineur "Sonate-Fantaisie" pour violon et piano, avec Geoffrey Tozer - 2001
- Sonate n°6 en sol majeur pour violon et piano, avec Geoffrey Tozer - 2001

Felix Mendelssohn
- Concerto n°2 en mi mineur pour violon et orchestre, avec l'Orchestre Philharmonique de Monte Carlo dirigé par Lawrence Foster - 1984

Wolfgang Amadeus Mozart
- Concertos pour violon n°3 en Sol Majeur K.216, n°4 en Ré Majeur K.218, n°5 en La Majeur K.219 - Prague Chamber Orchestra - 2008
- Les 17 Sonates d'église pour deux violons, violoncelle, contrebasse et orgue

avec Florin Szigeti (2nd violon), Dorel Fodoreanu (violoncelle), Unal Erte (contrebasse) et Jean-Pierre Lecaudey (orgue) - 2003
Gabriel Pierné
- Sonate pour violon et piano, avec Jean Hubeau - 1992

Maurice Ravel
- Berceuse sur le nom de Gabriel Fauré pour violon et orchestre, avec l'Orchestre Symphonique Français dirigé par Laurent Petitgirard - 1991
- Tzigane pour violon et orchestre, avec l'Orchestre Symphonique Français dirigé par Laurent Petitgirard - 1991
- Tzigane pour violon et orchestre, avec l'ONF, dir. Benetti - 2012[4]

Camille Saint-Saëns
- Berceuse pour violon et piano op. 38, avec Jean Hubeau - 1990
- Caprice Andalou pour violon et orchestre op.122
- Concerto n°4 inachevé (ou Morceau de Concert op. 62) pour violon et orchestre

avec l'Ensemble orchestral de Paris dirigé par Jean-Jacques Kantorow - 1995
- Elégies op.143 et op.160 pour violon et piano, avec Jean Hubeau - 1990
- Havanaise op.83 pour violon et orchestre, avec l'Orchestre Symphonique Français dir. Laurent Petitgirard - 1991
- Introduction et Rondo Capriccioso pour violon et orchestre op.28, avec l'Orchestre Symphonique Français dir. Laurent Petitgirard - 1991
- Romance pour violon et orchestre, avec l'Ensemble orchestral de Paris, dir. Jean-Jacques Kantorow - 1995
- Romance pour violon et piano op.37 (originellement pour flûte et piano), avec Jean Hubeau - 1990
- Sonate n°1 en ré mineur pour violon et piano op.75, avec Jean Hubeau - 1990
- Sonate n°2 en mi bémol majeur pour violon et piano op.102, avec Jean Hubeau - 1990
- Valse-Caprice op.52, avec l'Orchestre Symphonique Français dir. Laurent Petitgirard - 1991

Robert Schumann
- Romance Op.94 n°1, avec Brigitte Engerer - 1992
- Romance Op.94 n°2, avec Brigitte Engerer - 1992
- Romance Op.94 n°3, avec Brigitte Engerer - 1992
- Sonate n°1 en la mineur pour violon et piano, avec Brigitte Engerer - 1992
- Sonate n°2 en ré mineur pour violon et piano, avec Brigitte Engerer - 1992

Gerard Schurmann
- Concerto pour violon et orchestre, avec l'Orchestre Philharmonique de la BBC dirigé par Gerard Schurmann - 2002

Cyril Scott
- Aubade pour violon et orchestre avec l'Orchestre Philharmonique de la BBC dirigé par Martyn Brabbins - 2007
- Concerto pour violon et orchestre avec l'Orchestre Philharmonique de la BBC dirigé par Martyn Brabbins - 2007

Louis Vierne
- Sonate pour violon et piano, avec Jean Hubeau - 1990

## Filmographie
- Le Violon (réal. J.L. Robert) 1983 (Diff. Antenne 2 / TV5) avec la participation de Yehudi Menuhin et d'Étienne Vatelot.
- Interprétations de Mozart et de Bartok